# N'Golo Kanté
N'Golo Kanté (París, 29 de març de 1991) és un futbolista professional francès que juga amb l'Al-Ittihad FC i la selecció francesa, com a centrecampista defensiu.

## Palmarès
Leicester City FC
- 1 Premier League: 2015-16

Chelsea FC
- 1 Copa del Món de Clubs de la FIFA: 2021[2]
- 1 Lliga de Campions de la UEFA: 2020-21[3]
- 1 Lliga Europa de la UEFA: 2018-19
- 1 Supercopa de la UEFA: 2021[4]
- 1 Premier League: 2016-17
- 1 Copa anglesa: 2017-18

Al-Ittihad FC
- 1 Lliga saudita: 2024-25[5]
- 1 Copa del Rei saudita: 2024-25[6]

Selecció francesa
- 1 Copa del Món: 2018
- 1 Lliga de les Nacions de la UEFA: 2020-21